# Альмагро, Николас
Никола́с Альма́гро Са́нчес (исп. Nicolás Almagro Sánchez; родился 21 августа 1985 года в Мурсии, Испания) — испанский профессиональный теннисист; обладатель Кубка Дэвиса (2008) в составе сборной Испании; победитель 14 турниров ATP (из них 13 в одиночном разряде).

## Общая информация
Начал играть в теннис в восемь лет за клуб «Альхесарес» (исп. Tenis Club Algezares). Его наставниками были Антонио Гонсалес Паленсия и Мартин Гонсалес Паленсия. В сентябре 2009 года, когда Антонио перенёс инсульт, новым наставником Альмагро стал Хосе Перлас, их сотрудничество продолжалось до октября 2010 года. Затем тренерами были сотрудники академии «Экелите» Антонио Мартинес Каскалес и Самуэль Лопес, а с ноября 2015 года по май 2017 года — аргентинец Мариано Моначези.
До 2014 года выступал за «Барселону» (исп. Real Club de Tenis Barcelona), а завершал карьеру в «Мурсии» (исп. Murcia CT).

## Спортивная карьера

### Начало карьеры
В сезоне 2003 года перешёл в профессионалы и за год выиграл шесть «фьючерсов» и один «челленджер». На следующий год он добивается успеха на одном «фьючерсе» и трёх «челленджерах». В апреле 2004 года в Валенсии впервые выступает в основной сетке на турнирах АТР, но уступает в первом же раунде. Дебют на турнирах из серии Большого шлема состоялся в мае того же года на Открытом чемпионате Франции. В 2004 году Альмагро так же смог войти в первую сотню рейтинга АТР.
В феврале 2005 года в Буэнос-Айресе дошёл до первого четвертьфинала турнира АТР в карьере. В мае вышел в третий круг турнира категории «Мастерс» в Риме, выиграв во втором круге у четвёртой ракетки мира Марата Сафина.

### 2006—2007

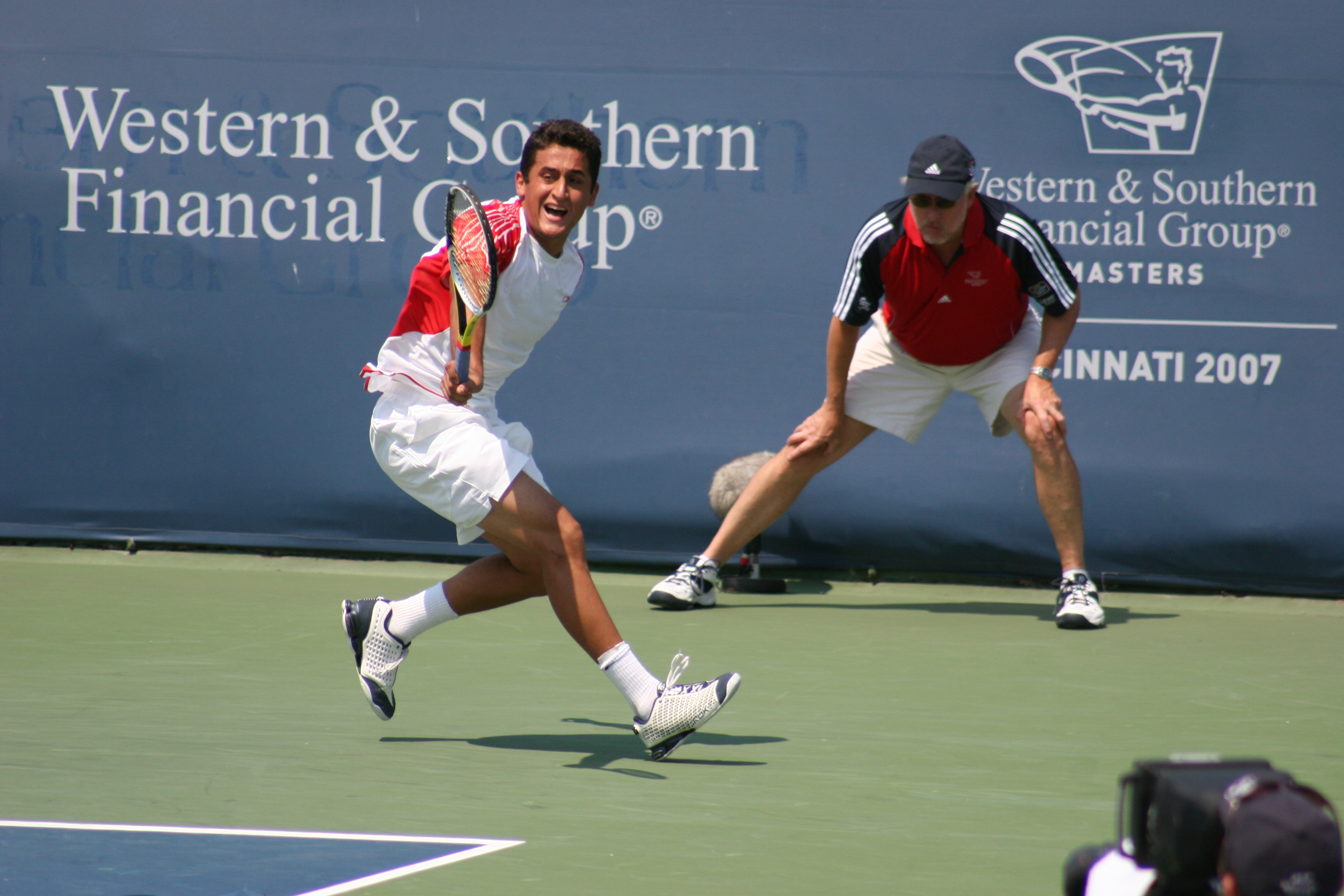
Альмагро на Мастерсе в Цинциннати 2007 года.

На внутреннем уровне Алмагро был чемпион Испании в одиночках (в 2006 и 2007 годах), а до этого в 2005 году в парном разряде, Также он является трёхкратным обладателем Королевского кубка (2007, 2010, 2011).
В феврале 2006 года Николас Альмагро дошёл до четвертьфинала на турнире в Коста-де-Суипе и полуфинала на турнире в Акапулько. В апреле на турнире в Валенсии Альмагро выиграл свой первый турнир АТР, в полуфинале обыграв Марата Сафина 6-2, 2-6, 6-4, а в финале француза Жиля Симона 6-2, 6-3. После этой победы дошёл до полуфинала в Барселоне и за тем в Риме впервые дошёл до четвертьфинала турнира «Мастерс», где на его пути стал Роджер Федерер. Из дальнейших результатов в сезоне 2006 года у Альмагро можно отметить только полуфинал в Палермо в сентябре. По итогам сезона попал в число 50 сильнейших теннисистов мира, заняв 32е место.
Первые результаты в 2007 году приходят к Николасу на грунтовой части сезона. В феврале он доходит до четвертьфинала в Коста-де-Суипе и Акапулько и полуфинала в Буэнос-Айресе. В апреле Альмагро защитил свой прошлогодний титул на турнире в Валенсии, обыграв в финале Потито Стараче 4-6, 6-2, 6-1. В мае ему удается выйти в четвертьфинал на Мастерсе в Гамбурге. В июле 2007 года на грунтовом турнире в шведском Бостаде ему удалось добратьсядо финала, где по итогу он уступил Давиду Ферреру 1-6, 2-6. На Мастерсе в Цинциннати он добился хорошего для себя результата — выхода в четвертьфинал.
В конце августа впервые дошёл до третьего круга турнира Большого шлема на Открытом чемпионате США, где уступил Николаю Давыденко. В результате этих успехов пробился в тридцатку лучших теннисистов мира (28-е место по итогам 2007 года).

### 2008—2009
Сезон 2008 года начал с выхода во второй раунд в Окленде. Открытый чемпионат Австралии-2008 Альмагро покинул после первого круга. Дебютировал в составе сборной на Кубке Дэвиса в связи с травмами ведущих игроков сборной. В матче первого круга против команды Перу Альмагро выиграл обе одиночные встречи на пути к уверенной победе Испании (5:0). Через неделю победил на турнире в Баие, одолев в финале соотечественника Карлоса Мойю 7-6(4), 3-6, 7-5, а спустя ещё две недели первенствовал на турнире в Акапулько, победив в финале восьмую ракетку мира Давида Налбандяна 6-1, 7-6(1). Между этими победами Альмагро ещё сумел выйти в четвертьфинал в Буэнос-Айресе.
На мартовских Мастерсах в Индиан-Уэллсе и Майами Альмагро усупил во втором и третьем раунде соответственно. В апреле не сумел в третий раз подряд победить в Валенсии, остановившись в шаге от победы. В финале он уступает Давиду Ферреру 6-4, 2-6, 6-7(2). Затем в Монте-Карло он добирается до третьего раунда. Последовательно выйдя в четвертьфинал турниров в Барселоне, Риме и на Открытом чемпионате Франции, он ворвался в первую двадцатку рейтинга, к июлю поднявшись до одиннадцатого места. В августе принимает участие в теннисном турнире на Летних Олимпийских играх, где уступил уже в первом раунде одиночного и втором раунде парного турнира. 2008 года Альмагро завершил на 18-м месте.
2009 год начал с четвертьфинала в Окленде и третьего раунда в Австралии. В феврале дошёл до четвертьфинала в Коста-де-Суипе и впервые пробился в парный финал в рамках ATP — в Буэнос-Айресе, а также отстоял свой титул в Акапулько. На Открытом Чемпионате Франции и Уимблдонском турнире он доходит до четвертьфинала. В июле доходит до четвертьфинала в Гамбурге. В тертьем раунде Николас завершает свои выступления на Открытом чемпионате США. До конца сезона Альмагро лишь раз добирается до четвертьфинала на турнире в Вене, закончив сезон на 26 месте в рейтинге.

### 2010—2011

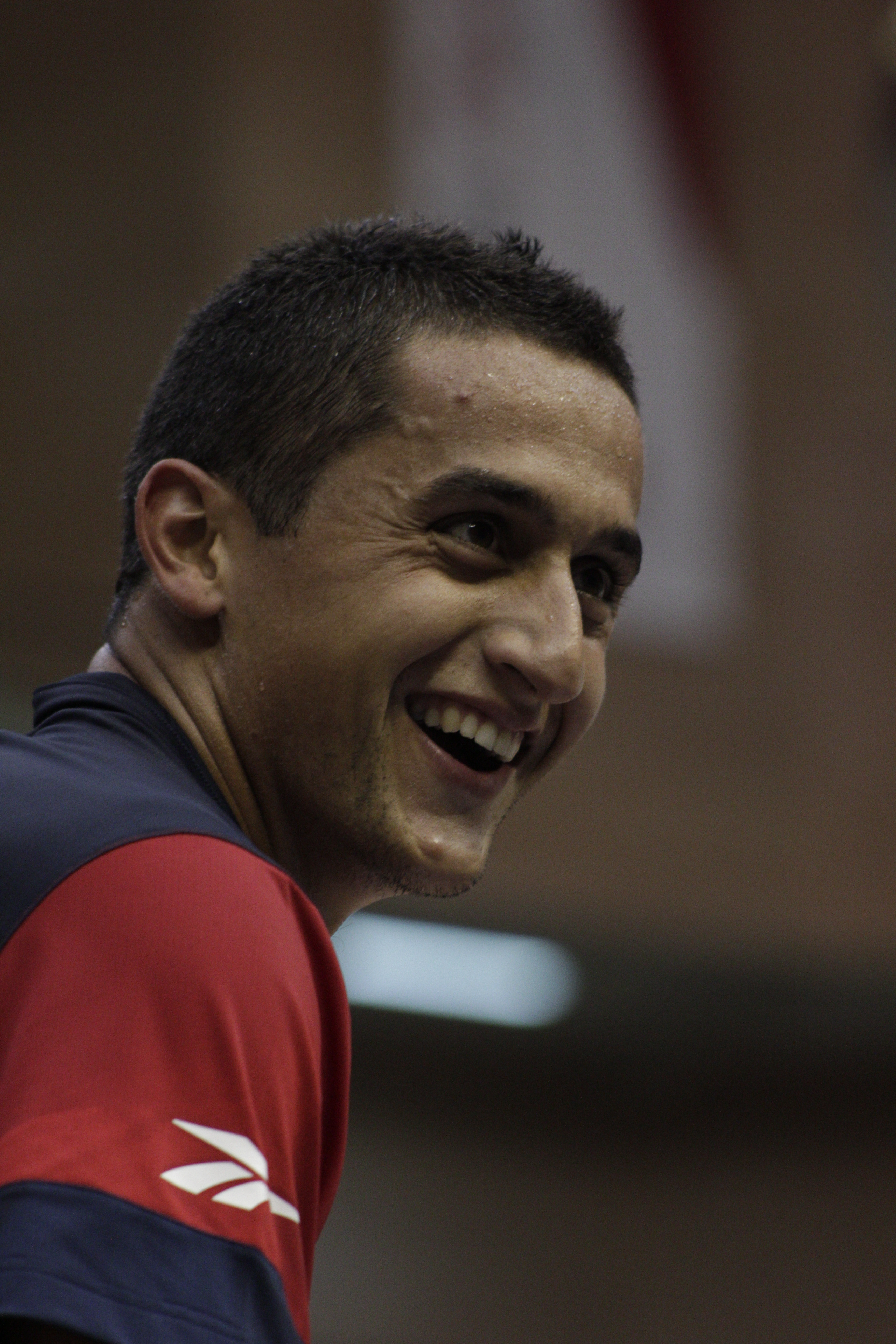
Альмагро в 2011 году

2010 год знаменовал для Альмагро возвращение стабильности. На Australian Open он доходит до четвёртого круга, где в пяти сетах уступает будущему полуфиналисту Жо-Вильфриду Тсонга. Титул в Акапулько защитить не удалось — в четвертьфинале Николас уступает Хуану Карлосу Ферреро. Весенние турниры серии Masters в США приносят четвёртый круг Индиан-Уэллс, поражение на отказе во втором сете от Энди Маррея) и четвертьфинал (Майами, поражение от будущего чемпиона Энди Роддика).
Европейский грунтовый сезон начался без особых успехов — несколько поражений на ранних стадиях от высокосеянных игроков. С Мюнхена наступает подъём результатов — в Баварии испанец доходит до четвертьфинала, после чего пробивается в полуфинал на турнире серии Masters в Мадриде (попутно обыграв, например, Робина Сёдерлинга). Затем испанец второй раз за три года доходит до четвертьфинала на Roland Garros, где проигрывает Рафаэлю Надалю. В паре Альмагро пробивается в полуфинал на турнире серии Masters в Майами, а в дальнейшем добивается четвертьфиналов на крупных турнирах в Барселоне, Риме и в Мадриде.
Травяной сезон оказался «смазанным» из-за повреждения, полученного в Истборне. Но с возвращением на грунт Николас вернулся к более привычным результатам — обыграв в Бостаде нескольких сильных оппонентов, испанец впервые за полтора года побеждает на турнире ATP. Вскоре был взят ещё один «грунтовый» титул — в Гштаде. В концовке сезона Альмагро лишь раз отметился выходом в полуфинал на турнире в Вене, в остальных же случаях не преодолев первых раундов. 2010 год он впервые завершает на 15-м месте.
2011 год начинается с полуфинала в Окленде и четвёртого раунда на Открытом чемпионате Австралии. В феврале Альмагро завоевал два титула на турнирах АТР в Буэнос-Айресе и Коста-де-Суипе. В Акапулько он добирается до финала. Затем на трёх турнирах Мастерс подряд в Индиан-Уэллсе, Майами и Монте-Карло он покидает их уже на стадии третьего раунда. В апреле в Барселоне он добирается до полуфинала и впервые вошёл в десятку лучших теннисистов мира. В мае в Ницце (после победы в полуфинале над шестой ракеткой мира Томашем Бердыхом) он выходит в финал турнира, где обыграв Виктора Ханеску завоевывает свой десятый в карьере титул ATP.
На Открытом чемпионате Франции Альмагро оступается уже в первом раунде, а на Уимблдонском турнире в третьем. В июле выходит в полуфинал в шведском Бостаде и швейцарском Гштаде, а также в финал на турнире в Гамбурге. В августе он дошёл до четвертьфинала на Мастерсе в Монреале. В Цинциннати он выбыл в третьем раунде, а на Открытом чемпионате США проиграл уже в первом круге. В сентябре дошёл до четвертьфинала в Куала-Лумпуре. В дальнейшем до конца сезона ему не удается преодолеть на турнирах стадии первых раундов. Тем не менее, несколько раз за год покидая первую десятку, он сумел закончить сезон на десятом месте.

### 2012—2014
Сезон Альмагро начинает с выхода в полуфинал в Ченнае и четвертьфинал в Окленде. На Открытом чемпионате Австралии он третий год подряд доходит до стадии четвёртого раунда. В феврале побеждает на турнире в Сан-Паулу, а затем доходит до финала в Буэнос-Айресе. Его результатом в Акапулько становится четвертьфинал, такого же он добивается и в Индиан-Уэллсе. В Майами он уступает в четвертьфинале.
После четырёх подряд поражений в третьем круге грунтовых турниров в Монако, Испании и Италии Альмагро выиграл в Ницце второй турнир за сезон, победив в полуфинале соседа по рейтингу Жиля Симона, после чего в третий раз за карьеру добрался до четвертьфинала в Открытом чемпионате Франции. В Париже он победил в четвёртом круге восьмую ракетку мира Янко Типсаревича, прежде чем проиграть фавориту турнира — Рафаэлю Надалю. За вторую половину сезона он дошёл до финала на Открытом чемпионате Швеции и до четвертьфинала Олимпийских игр в Лондоне, где проиграл будущему чемпиону Энди Маррею. Ещё дважды — в Гамбурге и Стокгольме — он оступался в полуфинале.
По итогам сезона Альмагро в третий раз за пять лет оказался лучшим игроком на грунтовых кортах, одержав на них 35 побед, а всего за год выиграл 58 матчей в турнирах Большого шлема и АТР — рекордный показатель за его карьеру. Он также помог сборной Испании, в которую вернулся после годичного перерыва, дойти до финала Кубка Дэвиса, одержав пять побед в пяти играх, но в финальном матче против чехов уступил в обеих своих встречах, в том числе в решающей пятой игре против Радека Штепанека, что принесло чешской сборной победу с общим счётом 3:2.
На Открытом чемпионате Австралии 2013 года Альмагро дошёл до четвертьфинала — результат, которого он до этого на турнирах Большого шлема добивался только на грунтовом Открытом чемпионате Франции. Занимая 11-е место в рейтинге, он переиграл в четвёртом круге посеянного девятым Янко Типсаревича, прежде чем уступить ещё одному мастеру грунтовых покрытий, пятой ракетке мира Давиду Ферреру. На протяжении всего дальнейшего сезона Альмагро оставался во второй десятке рейтинга, опустившись до 17-го места после поражения в первом круге Открытого чемпионата США, где его обыграл находившийся на 65-м месте в рейтинге Денис Истомин, но окончив год на 13-й позиции. Помимо победы над Типсаревичем в начале года, ему также удалось обыграть ближе к финишу шестую ракетку мира Томаша Бердыха на грунтовом турнире Мастерс в Шанхае. С точки зрения конечных результатов его лучшими достижениями в сезоне стали финалы в Хьюстоне и Барселоне по ходу весеннего грунтового сезона.
Сезон 2014 года оказался неполным после того, как в мае Альмагро травмировал левую ступню в первом круге Открытого чемпионата Франции и после операции не появлялся больше на корте до конца года. За первую половину сезона, однако, в его активе были второй подряд финал турнира в Хьюстоне и ряд полуфиналов, в том числе в Барселоне. По пути в барселонский полуфинал Альмагро нанёс поражение занимавшему первое место в рейтинге Надалю — в первый раз за 11 встреч между ними, отыгравшись из счёта 3-1 по геймам в решающем сете. Для Надаля это поражение стало первым на барселонских кортах с 2003 года; более того, с 2008 года он не отдал в Барселоне соперникам ни одного сета до этого матча, выиграв 44 сета подряд.

### 2015—2018
Следующий год в одиночном разряде прошёл для Альмагро без финалов; более того, часть сезона он провёл лишь во второй сотне рейтинга, и его лучшими результатами стали два полуфинала — на Открытых чемпионатах Аргентины и Австрии. Там же, в Кицбюэле, несеяная и впервые игравшая вместе пара Альмагро-Карлос Берлок неожиданно завоевала чемпионский титул — второй для Берлока первый и для Альмагро в парном разряде после двенадцати побед в одиночном.
В феврале 2016 года на Открытом чемпионате Аргентины Альмагро впервые за полтора года пробился в финал турнира АТР в одиночном разряде, в четвертьфинале победив девятую ракетку мира Жо-Вильфрида Тсонга, а в полуфинале занимавшего шестое место в рейтинге Давида Феррера. В финале его остановил быстро набирающий форму француз Доминик Тим, перед этим обыгравший Альмагро во втором круге Открытого чемпионата Австралии. Второй финал турнира АТР менее чем за три месяца Альмагро провёл в Португалии на Открытом чемпионате Эшторила, где добился победы, по ходу обыграв 20-ю ракетку мира, австралийца Ника Кирьоса. Вторая половина сезона оказалась менее удачной, принеся Альмагро лишь финал турнира ATP Challenger в Генуе во вторую неделю Открытого чемпионата США, но успехов в начале года хватило, чтобы закончить его в числе 50 лучших игроков мира.
2017 год был ознаменован для Альмагро целым рядом травм, в том числе по ходу турниров. Травма икры заставила его прервать матч первого тура на Открытом чемпионате Австралии через 23 минуты после начала. Позже из-за проблем с коленом он сдал матчи с Рафаэлем Надалем на Открытом чемпионате Италии и с Хуаном-Мартином дель Потро на Открытом чемпионате Франции. После разрыва мениска на Открытом чемпионате Франции Альмагро пропустил больше двух месяцев соревнований, а ещё два месяца провёл вне корта в связи с рождением сына, только дважды добравшись до четвертьфинала в турнирах АТР и закончив сезон далеко за пределами первой сотни в рейтинге. Он перенёс две операции мениска — в июне и декабре. Перерыв между выступлениями занял почти год — с сентября по июль 2018 года, когда Альмагро получил уайлд-карды на два «челленджера», а затем на турниры ATP в Бостаде и Гштаде. С момента возвращения испанцу не удалось выиграть ни одного матча в официальных турнирах, и в апреле 2019 года, так и не оправившись до конца от травмы колена, он объявил о завершении игровой карьеры и занял должность директора теннисной академии «Ла Манга».

## Рейтинг на конец года
| Год  | Одиночный рейтинг | Парный рейтинг |
| 2017 | 151               | 335            |
| 2016 | 44                | 286            |
| 2015 | 73                | 143            |
| 2014 | 71                |                |
| 2013 | 13                | 195            |
| 2012 | 11                | 347            |
| 2011 | 10                | 155            |
| 2010 | 15                | 56             |
| 2009 | 26                | 148            |
| 2008 | 18                | 222            |
| 2007 | 28                | 98             |
| 2006 | 32                | 293            |
| 2005 | 114               | 370            |
| 2004 | 103               | 281            |
| 2003 | 156               | 538            |
| 2002 | 738               | 1 257          |
| 2001 | 844               |                |
| 2000 | 1 332             |                |

По данным официального сайта ATP на последнюю неделю года.

## Выступления на турнирах

### Финалы турниров ATP в одиночном разряде (23)

#### Победы (13)
| Легенда                              |
| ------------------------------------ |
| Турниры Большого шлема (0*)          |
| Итоговый турнир ATP (0)              |
| ATP Мастерс / ATP Мастерс 1000 (0)   |
| АТР International Gold / АТР 500 (2) |
| АТР International / АТР 250 (11+1)   |

| Титулы по покрытиям | Титулы по месту проведения матчей турнира |
| ------------------- | ----------------------------------------- |
| Хард (0*)           | Зал (1)                                   |
| Грунт (13+1)        | Зал (1)                                   |
| Трава (0)           | Открытый воздух (12+1)                    |
| Ковёр (0)           | Открытый воздух (12+1)                    |

* количество побед в одиночном разряде + количество побед в парном разряде.
| №   | Дата            | Турнир                        | Покрытие | Соперник в финале    | Счёт              |
| 1.  | 16 апреля 2006  | Валенсия, Испания             | Грунт    | Жиль Симон           | 6-2 6-3           |
| 2.  | 15 апреля 2007  | Валенсия, Испания (2)         | Грунт    | Потито Стараче       | 4-6 6-2 6-1       |
| 3.  | 17 февраля 2008 | Коста-ду-Сауипе, Бразилия     | Грунт    | Карлос Мойя          | 7-6(4) 3-6 7-5    |
| 4.  | 1 марта 2008    | Акапулько, Мексика            | Грунт    | Давид Налбандян      | 6-1 7-6(1)        |
| 5.  | 28 февраля 2009 | Акапулько, Мексика (2)        | Грунт    | Гаэль Монфис         | 6-4 6-4           |
| 6.  | 18 июля 2010    | Бостад, Швеция                | Грунт    | Робин Сёдерлинг      | 7-5 3-6 6-2       |
| 7.  | 1 августа 2010  | Гштаад, Швейцария             | Грунт    | Ришар Гаске          | 7-5 6-1           |
| 8.  | 12 февраля 2011 | Коста-ду-Сауипе, Бразилия (2) | Грунт    | Александр Долгополов | 6-3 7-6(3)        |
| 9.  | 20 февраля 2011 | Буэнос-Айрес, Аргентина       | Грунт    | Хуан Игнасио Чела    | 6-3 3-6 6-4       |
| 10. | 21 мая 2011     | Ницца, Франция                | Грунт    | Виктор Ханеску       | 6-7(5) 6-3 6-3    |
| 11. | 19 февраля 2012 | Сан-Паулу, Бразилия (3)       | Грунт(i) | Филиппо Воландри     | 6-3 4-6 6-4       |
| 12. | 26 мая 2012     | Ницца, Франция (2)            | Грунт    | Брайан Бейкер        | 6-3 6-2           |
| 13. | 1 мая 2016      | Кашкайш, Португалия           | Грунт    | Пабло Карреньо Буста | 6-7(6) 7-6(5) 6-3 |

#### Поражения (10)
| №   | Дата            | Турнир                   | Покрытие | Соперник в финале | Счёт              |
| 1.  | 15 июля 2007    | Бостад, Швеция           | Грунт    | Давид Феррер      | 1-6 2-6           |
| 2.  | 20 апреля 2008  | Валенсия, Испания        | Грунт    | Давид Феррер      | 6-4 2-6 6-7(2)    |
| 3.  | 26 февраля 2011 | Акапулько, Мексика       | Грунт    | Давид Феррер      | 6-7(4) 7-6(2) 2-6 |
| 4.  | 24 июля 2011    | Гамбург, Германия        | Грунт    | Жиль Симон        | 4-6 6-4 4-6       |
| 5.  | 26 февраля 2012 | Буэнос-Айрес, Аргентина  | Грунт    | Давид Феррер      | 6-4 3-6 2-6       |
| 6.  | 15 июля 2012    | Бостад, Швеция           | Грунт    | Давид Феррер      | 2-6 2-6           |
| 7.  | 14 апреля 2013  | Хьюстон, США             | Грунт    | Джон Изнер        | 3-6 5-7           |
| 8.  | 28 апреля 2013  | Барселона, Испания       | Грунт    | Рафаэль Надаль    | 4-6 3-6           |
| 9.  | 13 апреля 2014  | Хьюстон, США             | Грунт    | Фернандо Вердаско | 3-6 6-7(4)        |
| 10. | 14 февраля 2016 | Буэнос- Айрес, Аргентина | Грунт    | Доминик Тим       | 6-7(2) 6-3 6-7(4) |

### Финалы челленджеров и фьючерсов в одиночном разряде (16)

#### Победы (13)
| Условные обозначения |
| Челленджеры (5*)     |
| Фьючерсы (8+1)       |

| Титулы по покрытиям | Титулы по месту проведения матчей турнира |
| ------------------- | ----------------------------------------- |
| Хард (0*)           | Зал (0)                                   |
| Грунт (13+1)        | Зал (0)                                   |
| Трава (0)           | Открытый воздух (13+1)                    |
| Ковёр (0)           | Открытый воздух (13+1)                    |

* количество побед в одиночном разряде + количество побед в парном разряде.
| №   | Дата             | Турнир                 | Покрытие | Соперник в финале        | Счёт              |
| 1.  | 20 января 2001   | Кала-Ратхада, Испания  | Грунт    | Маркос Хименес-Летрадо   | 2-6 6-1 6-3       |
| 2.  | 23 марта 2003    | Каркавелуш, Португалия | Грунт    | Михал Мертиняк           | 6-1 6-0           |
| 3.  | 30 марта 2003    | Эшторил, Португалия    | Грунт    | Хуан Хинер               | 7-5 6-0           |
| 4.  | 20 апреля 2003   | Винарос, Испания       | Грунт    | Роберто Менендес-Ферре   | 2-6 7-6(4) 7-6(3) |
| 5.  | 15 июня 2003     | Лиссабон, Португалия   | Грунт    | Микель-Анхель Лопес Хаен | 6-4 2-6 6-3       |
| 6.  | 22 июня 2003     | Лиссабон, Португалия   | Грунт    | Элдер Лопиш              | 6-4 4-6 6-3       |
| 7.  | 13 июля 2003     | Аликанте, Испания      | Грунт    | Гильермо Гарсия-Лопес    | 6-3 6-4           |
| 8.  | 20 июля 2003     | Ольбия, Италия         | Грунт    | Мартин Вассальо Аргуэльо | 6-2 6-3           |
| 9.  | 15 февраля 2004  | Мурсия, Испания        | Грунт    | Габриэль Морару          | 3-6 6-4 6-3       |
| 10. | 4 апреля 2004    | Барлетта, Италия       | Грунт    | Томас Беренд             | 7-5 6-2           |
| 11. | 29 августа 2004  | Манербио, Испания      | Грунт    | Франческо Альди          | 7-6(5) 6-4        |
| 12. | 5 сентября 2004  | Киев, Украина          | Грунт    | Иржи Ванек               | 4-6 6-3 6-2       |
| 13. | 13 сентября 2015 | Генуя, Италия          | Грунт    | Марко Чеккинато          | 6-7(1) 6-1 6-4    |

#### Поражения (3)
| №  | Дата             | Турнир           | Покрытие | Соперник в финале | Счёт        |
| 1. | 10 августа 2003  | Хатива, Испания  | Грунт    | Иван Наварро      | 6-2 3-6 4-6 |
| 2. | 4 июля 2004      | Кордова, Испания | Хард     | Жиль Мюллер       | 1-6 2-6     |
| 3. | 11 сентября 2016 | Генуя, Италия    | Грунт    | Ежи Янович        | 6-7(5) 4-6  |

### Финалы турнировATPв парном разряде (2)

#### Победы (1)
| №  | Дата           | Турнир            | Покрытие | Партнёр       | Соперники в финале        | Счёт           |
| 1. | 8 августа 2015 | Кицбюэль, Австрия | Грунт    | Карлос Берлок | Хенри Континен Робин Хасе | 5-7 6-3 [11-9] |

#### Поражения (1)
| №  | Дата            | Турнир                  | Покрытие | Партнёр          | Соперники в финале                 | Счёт           |
| 1. | 22 февраля 2009 | Буэнос-Айрес, Аргентина | Грунт    | Сантьяго Вентура | Марсель Гранольерс Альберто Мартин | 3-6 7-5 [8-10] |

### Финалы челленджеров и фьючерсов в парном разряде (2)

#### Победы (1)
| №  | Дата            | Турнир          | Покрытие | Партнёр                | Соперники в финале                      | Счёт    |
| 1. | 15 февраля 2004 | Мурсия, Испания | Грунт    | Роберто Менендес-Ферре | Марсель Гранольерс Марк Форнель-Местрес | 7-5 6-4 |

#### Поражения (1)
| №  | Дата            | Турнир           | Покрытие | Партнёр                | Соперники в финале                   | Счёт    |
| 1. | 24 августа 2003 | Манербио, Италия | Грунт    | Роберто Менендес-Ферре | Марцин Матковский Мариуш Фирстенберг | 2-6 4-6 |

### Финалы командных турниров (2)

#### Победы (1)
| №  | Год  | Турнир       | Команда                    | Соперник в финале                                                | Счёт |
| 1. | 2008 | Кубок Дэвиса | Испания Не играл в финале. | Аргентина Х. Акасусо, Х. М. Дель Потро, А. Кальери, Д. Налбандян | 3-1  |

#### Поражения (1)
| №  | Год  | Турнир       | Команда                                                 | Соперник в финале            | Счёт в финале |
| -- | ---- | ------------ | ------------------------------------------------------- | ---------------------------- | ------------- |
| 1. | 2012 | Кубок Дэвиса | Испания Д. Феррер, Н. Альмагро, М. Гранольерс, М. Лопес | Чехия Р. Штепанек, Т. Бердых | 2-3           |

## История выступлений на турнирах
| Турнир                       | 2004          | 2005          | 2006          | 2007          | 2008          | 2009                    | 2010                    | 2011                    | 2012                    | 2013                    | 2014                    | 2015                    | 2016                    | 2017                    | Итог   | В/П за карьеру |
| ---------------------------- | ------------- | ------------- | ------------- | ------------- | ------------- | ----------------------- | ----------------------- | ----------------------- | ----------------------- | ----------------------- | ----------------------- | ----------------------- | ----------------------- | ----------------------- | ------ | -------------- |
| Турниры Большого шлема       |               |               |               |               |               |                         |                         |                         |                         |                         |                         |                         |                         |                         |        |                |
| Открытый чемпионат Австралии | -             | 1Р            | 1Р            | 1Р            | 1Р            | 3Р                      | 4Р                      | 4Р                      | 4Р                      | 1/4                     | -                       | 1Р                      | 2Р                      | 1Р                      | 0 / 12 | 16-12          |
| Открытый чемпионат Франции   | 1Р            | 2Р            | 2Р            | 2Р            | 1/4           | 3Р                      | 1/4                     | 1Р                      | 1/4                     | 4Р                      | 1Р                      | 2Р                      | 3Р                      | 2Р                      | 0 / 14 | 24-14          |
| Уимблдонский турнир          | -             | 1Р            | 1Р            | 1Р            | 2Р            | 3Р                      | 1Р                      | 3Р                      | 3Р                      | 3Р                      | -                       | 1Р                      | 2Р                      | -                       | 0 / 11 | 10-11          |
| Открытый чемпионат США       | -             | 2Р            | 1Р            | 3Р            | 3Р            | 3Р                      | 3Р                      | 1Р                      | 4Р                      | 1Р                      | -                       | К                       | 3Р                      | 1Р                      | 0 / 11 | 14-11          |
| Итог                         | 0 / 1         | 0 / 4         | 0 / 4         | 0 / 4         | 0 / 4         | 0 / 4                   | 0 / 4                   | 0 / 4                   | 0 / 4                   | 0 / 4                   | 0 / 1                   | 0 / 3                   | 0 / 4                   | 0 / 3                   | 0 / 48 |                |
| В/П в сезоне                 | 0-1           | 2-4           | 1-4           | 3-4           | 7-4           | 8-4                     | 9-4                     | 5-4                     | 12-4                    | 9-4                     | 0-1                     | 1-3                     | 6-4                     | 1-3                     |        | 64-48          |
| Олимпийские игры             |               |               |               |               |               |                         |                         |                         |                         |                         |                         |                         |                         |                         |        |                |
| Летняя олимпиада             | -             | Не проводился | Не проводился | Не проводился | 1Р            | Не проводился           | Не проводился           | Не проводился           | 1/4                     | Не проводился           | Не проводился           | Не проводился           | -                       | НП                      | 0 / 2  | 3-2            |
| Турниры Мастерс              |               |               |               |               |               |                         |                         |                         |                         |                         |                         |                         |                         |                         |        |                |
| Индиан-Уэллc                 | -             | -             | -             | 2Р            | 2Р            | -                       | 4Р                      | 3Р                      | 1/4                     | 3Р                      | -                       | -                       | 1Р                      | -                       | 0 / 7  | 8-7            |
| Майами                       | -             | 1Р            | -             | 3Р            | 3Р            | 2Р                      | 1/4                     | 3Р                      | 4Р                      | 4Р                      | 3Р                      | 2Р                      | -                       | -                       | 0 / 10 | 12-10          |
| Монте-Карло                  | -             | K             | -             | 1Р            | 3Р            | 1Р                      | 2Р                      | 3Р                      | 3Р                      | 2Р                      | 3Р                      | -                       | 1Р                      | 2Р                      | 0 / 10 | 10-9           |
| Мадрид                       | K             | K             | K             | 2Р            | 1Р            | 1Р                      | 1/2                     | 1Р                      | 3Р                      | 2Р                      | 2Р                      | 1Р                      | 1Р                      | 2Р                      | 0 / 11 | 10-11          |
| Рим                          | -             | 3Р            | 1/4           | 3Р            | 1/4           | 1Р                      | 2Р                      | 3Р                      | 3Р                      | 1Р                      | -                       | 2Р                      | -                       | 2Р                      | 0 / 11 | 15-11          |
| Торонто/Монреаль             | -             | -             | 1Р            | 1Р            | -             | -                       | 2Р                      | 1/4                     | -                       | 1Р                      | -                       | -                       | -                       | -                       | 0 / 5  | 3-5            |
| Цинциннати                   | -             | -             | 2Р            | 1/4           | -             | 2Р                      | 1Р                      | 3Р                      | -                       | 1Р                      | -                       | -                       | 1Р                      | -                       | 0 / 7  | 7-7            |
| Шанхай                       | Не проводился | Не проводился | Не проводился | Не проводился | Не проводился | 2Р                      | 1Р                      | 3Р                      | 1Р                      | 1/4                     | -                       | -                       | 2Р                      | -                       | 0 / 6  | 6-6            |
| Париж                        | -             | -             | 2Р            | 1Р            | -             | 2Р                      | 2Р                      | 2Р                      | 3Р                      | 3Р                      | -                       | -                       | 1Р                      | -                       | 0 / 8  | 4-8            |
| Гамбург                      | 1Р            | 1Р            | -             | 1/4           | -             | Не турнир серии Мастерс | Не турнир серии Мастерс | Не турнир серии Мастерс | Не турнир серии Мастерс | Не турнир серии Мастерс | Не турнир серии Мастерс | Не турнир серии Мастерс | Не турнир серии Мастерс | Не турнир серии Мастерс | 0 / 3  | 7-3            |
| Статистика за карьеру        |               |               |               |               |               |                         |                         |                         |                         |                         |                         |                         |                         |                         |        |                |
| Проведено финалов            | 0             | 0             | 1             | 2             | 3             | 1                       | 2                       | 5                       | 4                       | 2                       | 1                       | 0                       | 2                       | 0                       |        | 23             |
| Выиграно турниров АТП        | 0             | 0             | 1             | 1             | 2             | 1                       | 2                       | 3                       | 2                       | 0                       | 0                       | 0                       | 1                       | 0                       |        | 13             |
| В/П: всего                   | 2-7           | 13-22         | 27-20         | 34-27         | 35-17         | 30-24                   | 44-26                   | 47-23                   | 58-24                   | 42-23                   | 14-9                    | 18-20                   | 22-22                   | 10-12                   |        | 397-278        |
| Σ % побед                    | 22 %          | 37 %          | 57 %          | 56 %          | 67 %          | 56 %                    | 63 %                    | 67 %                    | 71 %                    | 65 %                    | 61 %                    | 47 %                    | 50 %                    | 45 %                    |        | 59 %           |

К — проигрыш в квалификационном турнире.